# Into the Abyss (film)
Into the Abyss è un film documentario del 2011 diretto da Werner Herzog.

## Trama
Il film tratta la tematica della pena di morte a partire dalla figura di Michael Perry, condannato a morte per l'omicidio di due persone. Nel film vengono intervistati dallo stesso regista funzionari dell'amministrazione giudiziaria, poliziotti, vittime di tentati omicidi e familiari delle vittime.